# 法住寺 (報恩郡)
法住寺（ほうじゅうじ、ポプチュサ）は、忠清北道報恩郡にある仏教寺院である。韓国仏教の最大勢力である曹渓宗（大韓仏教曹渓宗）の第5教区本寺である。1624年に建立された捌相殿は韓国唯一の木塔で国宝（国宝第55号）に指定されている。

## 歴史
寺の創建は 553年（新羅真興王14年）とされている。天竺に渡った義信祖師が、553年に白い駱駝に経典を積んで帰国し、俗離山に仏法の道場を開いたという伝説があり、この曖昧な伝説が553年創建の根拠になっている。
李氏朝鮮太宗の時代の1407年（太宗7年）の仏教弾圧の際、88の寺院だけが廃寺を免れたが、存続を許された曹渓宗の24寺のリスト中に軍威法住寺という寺があり、これが現在の法住寺だと推定されている。世宗の時代の1424年（世宗6年）の仏教弾圧の際、36の寺院だけが廃寺を免れたが、存続を許された教宗の12の寺のリスト中に忠淸道報恩俗離寺という寺があり、これも法住寺と推定されている。
仏教は成宗・燕山君・中宗の時代も壊滅的打撃を受けた。同寺はその後復興するも文禄・慶長の役の際に建物は焼失した。1624年（仁祖2年）、碧岩大師によって寺は再建された。
日本統治時代の1911年、寺刹令施行規則（7月8日付）によって、朝鮮三十本山に指定された（1924年以降は朝鮮三十一本山）。
　　

## 文化財

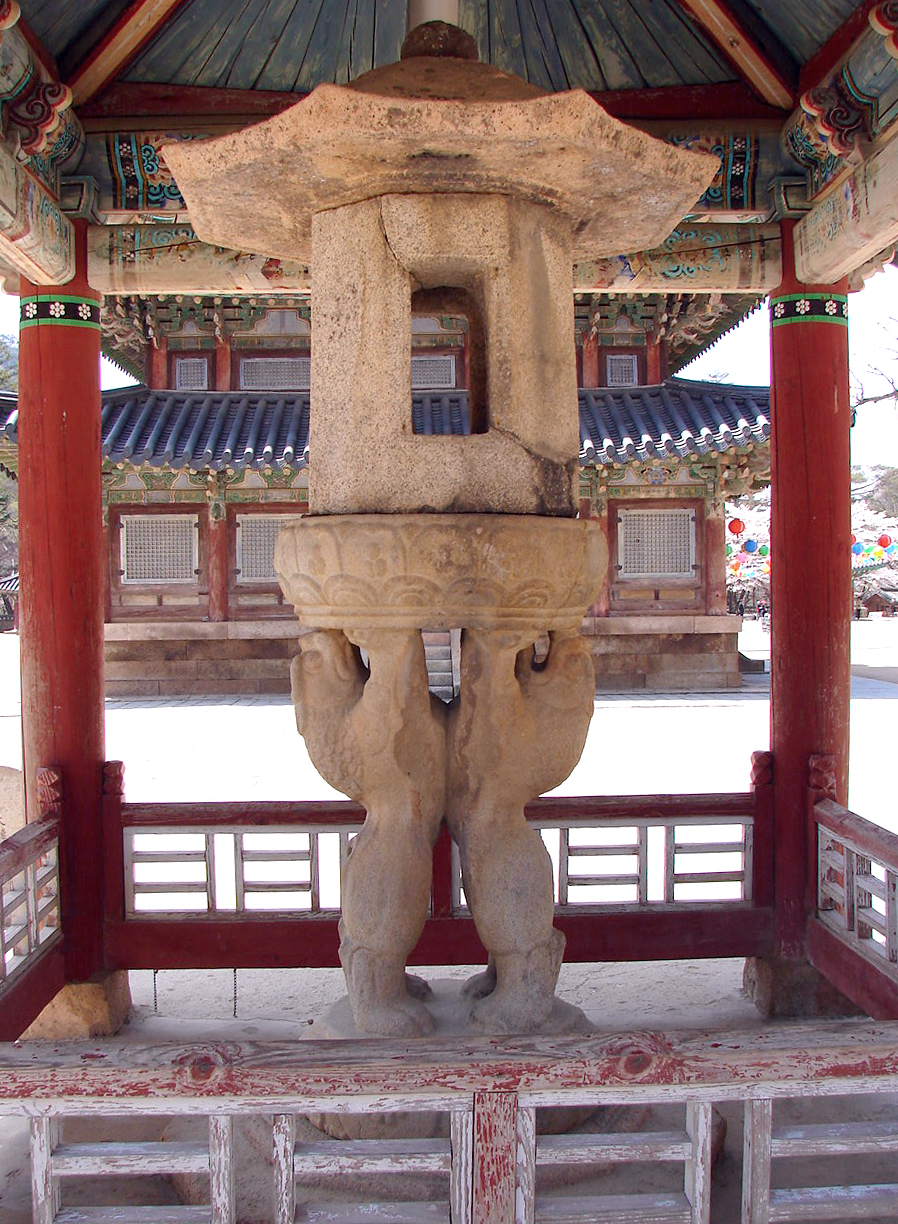
双獅子石燈（国宝第5号）

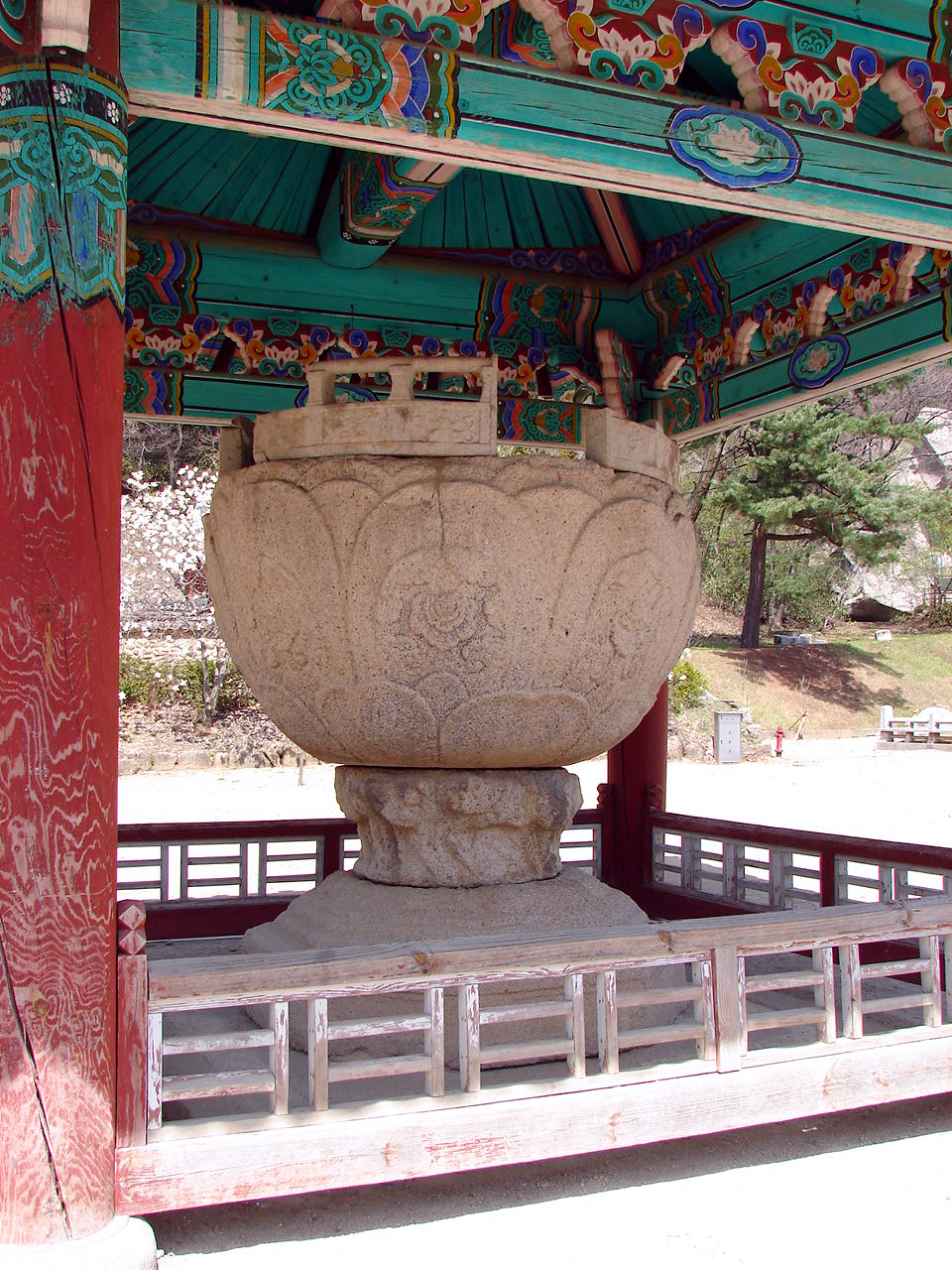
石蓮池（国宝第64号）

- 捌相殿（国宝第55号）
韓国唯一の木塔。文禄・慶長の役（壬辰倭乱）の際に焼失したが、1624年（仁祖2年）に碧岩大師によって再建された。
- 双獅子石燈（国宝第5号）
新羅の聖徳王の時代の720年（聖徳王9年）に建立されたと推測される。高さは3.3メートル。
- 石蓮池（国宝第64号）
新羅の聖徳王の時代の720年（聖徳王9年）に建立されたと推測される。極楽世界をあらわしており、花崗岩が使われている。高さは1.95メートル。

## ほか

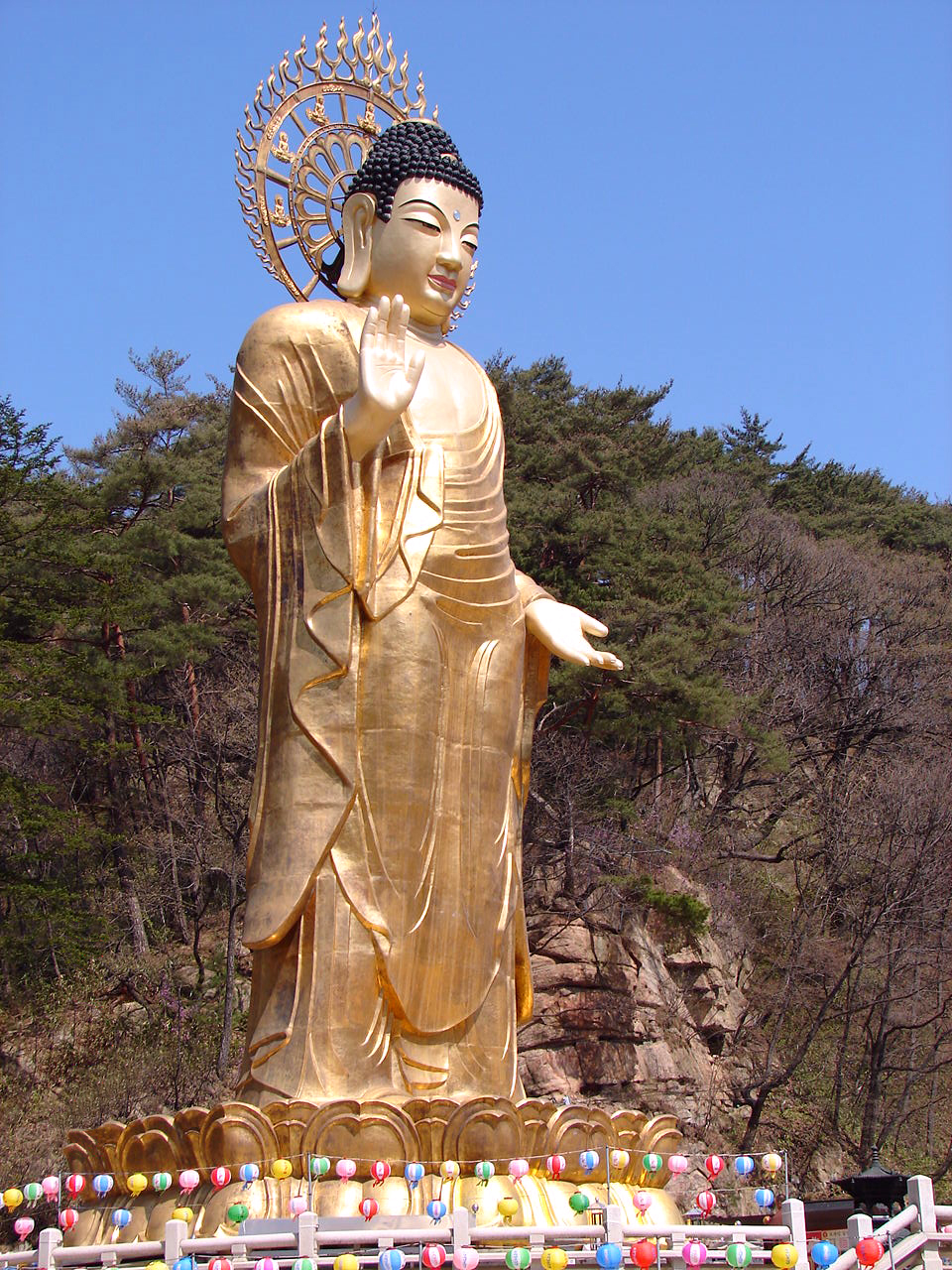
青銅弥勒大仏（台座込みで33メートル

- 青銅弥勒大仏
もともと青銅の弥勒仏が設置されていたが、景福宮造営を行った1872年に興宣大院君によって徴発された。1964年にコンクリート製の弥勒仏が建立されたが、1990年に現在の青銅仏像が建立された。台座込みの高さは33メートル。